# Classe característica
Em matemática, uma classe característica é um elemento do módulo de cohomologia de um espaço topológico e que satisfazem certos axiomas considerando várias deles. São um conceito unificador entre a topologia algébrica, geometria diferencial e geometria algébrica. A teoria explica, em termos muito gerais, porque os fibrados nem sempre podem ter seções. Isto significa que as classes características são invariantes globais que medem o desvio de uma estrutura de produto local de uma estrutura de produto global.